# Odobești (okręg Bacău)
Odobești – wieś w Rumunii, w okręgu Bacău, w gminie Odobești. W 2011 roku liczyła 515 mieszkańców.